# Марк-Мишель
Марк-Мише́ль (фр.  Marc-Michel, настоящее имя Marc-Antoine-Amédée Michel; 22 июля 1812, Марсель — 12 марта 1868, Париж) — французский драматург, автор множества водевилей.

## Биография
Марк-Мишель учился в школе иезуитов в городке в Экс-ан-Прованс неподалёку от Марселя, затем в Марселе закончил католический коллеж.
Первые литературные опыты делал в лирической поэзии и публиковал стихи под псевдонимом Scribomane Job. В 1834 решил в поисках славы уехать в Париж. Там его стихи понравились, и он стал автором нескольких популярных журналов, в том числе «Revue de France» и чуть позже «Revue des théâtres», где свёл знакомство с начинающими литераторами Эженом Лабишем и Огюстом Лефраном, приехавшими в Париж за тем же самым, то есть за славой. Молодые люди быстро познакомились и подружились.
С этого момента жизнь начинающего поэта круто меняется: из лирика он переходит в прозаики, причём от былой поэтической меланхолии не остаётся и следа, его рассказы жизнерадостны и просты, полны весёлости и юмора. Новое амплуа потребовало и смены псевдонима, под которым он позже и прославился. Из прозаиков начинающий литератор довольно-таки быстро переквалифицировался в драматурги-водевилисты.
А в 1838 они вместе со своими друзьями Лабишем и Лефраном решают объединить литературные усилия и создают «союз по сочинению пьес». Новый коллективный автор получил имя Поль Дандре и очень надеялся на помощь известного драматурга Эжена Скриба, приходившегося родственником одному из его членов — Огюсту Лефрану. Надо сказать, что родственные чувства не подвели. Эжен Скриб, к этому времени уже известный французский драматург, сразу понял, что имеет дело с тремя талантливыми людьми, и незамедлительно стал оказывать посильную помощь молодым авторам. Поль Дандре долго не просуществовал, сочинив несколько водевилей, принятых к постановкам и получивших признание зрителей — драматургический союз распался сам по себе, и причина этому проста: каждый из трёх авторов был самобытен и талантлив и нуждался лишь в первом толчке, а дальше мог работать самостоятельно.
Тем не менее их дружеские отношения не прекращались. Они ещё не раз встречались в написании общих пьес, а кроме того, сотрудничали и с другими драматургами. Водевили Марк-Мишеля, сочинённые им в одиночку или с соавторами, обошли театральные сцены Парижа и других городов; ставились они и в России.
Особенно много было сочинено в соавторстве с Эженом Лабишем. Их сотрудничество прекратилось в 1862 году после написания пьесы «Станция Шамбоде» (La station Chambaudet). В конце концов каждый предпочёл заниматься своим делом. Лабиш все больше оттачивал собственное мастерство, повышая уровень своих пьес от лёгких водевилей к более значительным темам. А характер Марка-Мишеля с возрастом все более портился, работать и общаться с ним оказывалось все труднее. Но дружеские отношения их все равно поддерживались до самой смерти Марка-Мишеля 12 марта 1868 в Париже.
Многие водевили Марка-Мишеля вошли в классику не только французской, но и мировой драматургии. Во Франции до наших дней ставятся его пьесы, например, режиссёр Ж.-Л. Коше (Jean-Laurent Cochet) поставил в 1972 в театре Комеди Франсэз два водевиля Марка-Мишеля и Лабиша: La Fille bien gardée и La Station Champbaudet. Лёгкие весёлые произведения автора уже в следующем XX столетии стали экранизироваться для телевидения и кинематографа. Особый успех выпал на долю «Соломенная шляпка» — этот водевиль, совместное творение Марка-Мишеля и Лабиша, пользуется успехом и поныне, уже много лет не сходит со сцен, а на сюжет водевиля создано немало фильмов в разных странах, в том числе выдающимся французским режиссёром Р. Клером в 1927 году, чехословацким кинорежиссёром О. Липским в 1971 г. (чешское название фильма Slaměný klobouk) и в 1974 году в СССР Л. Квинихидзе.